# San Andrés Cholula (község)

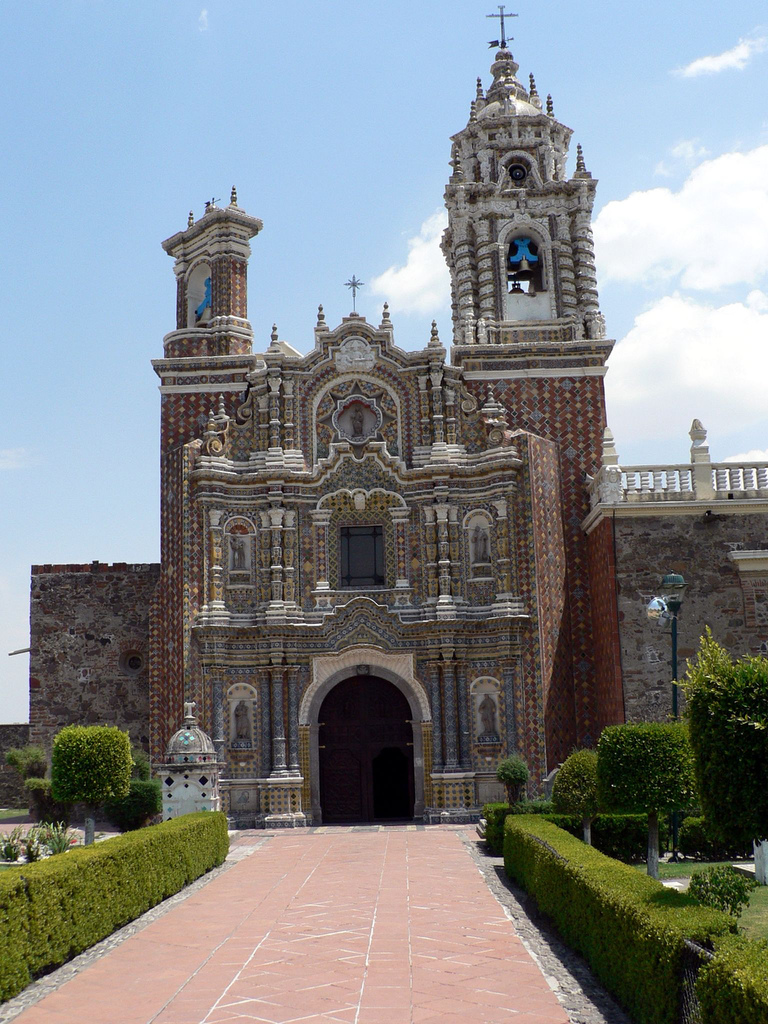
A tonantzintlai templom

San Andrés Cholula község Mexikó Puebla államának Angelópolis régiójában, a pueblai agglomeráció része. Lakossága 100 000 fő feletti, a községközpontban (San Andrés Cholulában) kb. 40 000-en élnek, legnépesebb települése a kb. 54 000 fős San Bernardino Tlaxcalancingo, ezek mellett még 11 kisebb helység található a községben.

## Földrajz
A község az állam központi részén terül el, a főváros községének, Puebla községnek nyugati szomszédja. Területe jórészt egy kelet felé igen enyhén lejtő síkság (kb. 2140-2150 méter tengerszint feletti magasságban), de óriási hegyek veszik körül: 35 km-re nyugatra emelkedik a több mint 5400 m-es Popocatépetl és az Iztaccíhuatl, északkeletre pedig a 4400 m-t meghaladó Malintzin (más néven Matlacuéitl vagy Matlacuéyatl). A község egyetlen jelentős vízfolyása az Atoyac folyó, mely délkeleten egy rövid szakaszon határt képez Puebla községgel. Ennek egyik kisebb mellékfolyója, a Zapatero is átfolyik a községen, emellett van néhány időszakos vízfolyása is (pl. az Álamo).
Területének nagy része (egyelőre lazán) beépített, városias, de nyugaton már tölgyerdős hegyoldalak kezdődnek, ennek közelében öntözött szántóföldek és legelők is előfordulnak.

## Éghajlat
A községben a hőmérséklet egész évben kis tartományban mozog: a téli hónapok átlaghőmérséklete 14 °C körüli, a nyáriaké 20 °C körüli, így az éves átlag 17 °C. A csapadék eloszlása viszont sokkal egyenetlenebb: a téli hónapokban alig hull eső (vagy hó), nyáron viszont annál több: júniustól szeptemberig esik az éves csapadék (több mint 900 mm) 90%-a.

## Népesség
A község lakóinak száma a közelmúltban rendkívül gyorsan nőtt: 20 év alatt majdnem megháromszorozódott. A változásokat szemlélteti az alábbi táblázat:
| Év   | Lakosság |
| ---- | -------- |
| 1990 | 37 788   |
| 1995 | 45 872   |
| 2000 | 56 066   |
| 2005 | 80 118   |
| 2010 | 100 438  |

## Települései
A községben 2010-ben 13 lakott helyet tartottak nyilván, ezek közül kettő nagyobb, egy közepes, a többi igen kicsi település. A fontosabbak:
| Település                                                                      | Lakosság (2010) |
| ------------------------------------------------------------------------------ | --------------- |
| San Bernardino Tlaxcalancingo                                                  | 54 517          |
| San Andrés Cholula (a községközpont)                                           | 39 964          |
| San Luis Tehuiloyocan                                                          | 4878            |
| San Rafael Comac                                                               | 244             |
| San Andrés Cholula (ez egy másik azonos nevű, de külön nyilvántartott helység) | 174             |
| Buenavista                                                                     | 144             |
| Santa María Tonantzintla                                                       | 135             |
| San Pedro Tonantzintla                                                         | 100             |